# Dusk Diver
Dusk Diver ist ein Hack and Slash des taiwanischen Entwickler WANIN Games für Windows, Nintendo Switch und PlayStation 4. Es wurde am 23. Oktober 2019 veröffentlicht.

## Inhalt
Das Spiel handelt von Yang Yumo. Eines Tages verirren sie und ihre Freundin Yusha sich und finden sich in einer anderen Version der Stadt Ximending wieder. Yumo erhält Kräfte, mit denen sie Monster bekämpfen kann. Zusammen mit anderen Schutzgeistern wird sie gegen Chaos Beasts genannte Kreaturen kämpfen, um die Grenzen zwischen beiden Versionen der Stadt aufrechtzuerhalten.

## Spielprinzip
Das Spiel ist ein Hack-and-Slay-Actionspiel im Anime-Stil. Der Kern des Spiels sind die Kämpfe gegen die Monster. Die Kämpfe im Spiel sind schnell und kombinieren leichte und schwere Angriffe. Um die Combo-Moves zu verketten, beschwört der Spieler Wächter, damit alle Feinde eliminiert sind. Die Schlachtfelder werden im Laufe des Spiels immer größer, was zu einer großen Anzahl von Feinden führt. Während der Feind stirbt, lässt er Gesundheit und Items fallen. Der Spieler kann darüber hinaus die Stadt Ximending erkunden und diverse Nebenquests erfüllen.

## Rezeption
Das Spiel erhielt laut Metacritic „gemischte oder durchschnittliche“ Bewertungen.